# Émile Molinié
Pour l’article ayant un titre homophone, voir Émile Molinier.
Pour les articles homonymes, voir Molinié.
Émile Molinié, de son vrai nom Joseph Molinié, est un architecte français né le 1er juin 1877 à La Rochelle et mort le 25 septembre 1964 en son domicile dans le 15e arrondissement de Paris.
Élève d'Henri Deglane, collaborateur occasionnel de Charles Nicod, assez actif à Cannes, nommé chevalier de la Légion d'honneur en 1926.

## Réalisations
- 1913 : ateliers d'artistes, 7, rue Lebouis, 14e arrondissement de Paris, siège jusqu'en 2018 de la fondation Henri Cartier-Bresson. En 1913, la façade est primée au concours de façades de la ville de Paris.
- 1914 : immeuble 43, rue Émile-Menier, Paris 16e, ce bâtiment fait l'objet d'une publication : Monographies de Bâtiments Modernes. Maison rue Émile Menier N° 43 à Paris, Mr. E. Molinié, Architecte, Paris, Ducher Fils, 1914.
- 1923 : villa Sous les Pins au Touquet-Paris-Plageen collaboration avec Charles Nicod et Albert Pouthier[5]
- 1923-1925, lotissement concerté de l'avenue du Parc-Saint-James et de la rue du Bois-de-Boulogne à Neuilly-sur-Seine en collaboration avec Charles Nicod et Albert Pouthier[6].
- 1926 : établissement thermal, Cambo-les-Bains, avec Charles Nicod et Henri Sajous.
- 1929 : villa Domergue, Cannes, avec Charles Nicod.
- 1931 : nouvelle usine Forvil-Docteur Pierre à Nanterre, 18 avenue du Général-Gallieni (avec Charles Nicod)[7].
- 1935 : ancienne imprimerie Picard, 10, rue Falguière, 14e arrondissement de Paris, avec Charles Nicod[8].
- 1954 : immeuble, 9-13, avenue Myron-Herrick, 8e arrondissement de Paris.
- 1954 : immeuble, 1-3, rue du Colonel-Driant ; 29, rue Jean-Jacques Rousseau, 1er arrondissement de Paris.